# Eleições legislativas portuguesas de 2015 no distrito de Beja
| Eleições legislativas portuguesas de 2015 Distritos: Aveiro \| Beja \| Braga \| Bragança \| Castelo Branco \| Coimbra \| Évora \| Faro \| Guarda \| Leiria \| Lisboa \| Portalegre \| Porto \| Santarém \| Setúbal \| Viana do Castelo \| Vila Real \| Viseu \| Açores \| Madeira \| Estrangeiro |

## Resultados por concelho
Os resultados nos concelhos do Distrito de Beja foram os seguintes:

### Aljustrel
| Partido                 | Partido                        | Votos | %               | +/-  |
| ----------------------- | ------------------------------ | ----- | --------------- | ---- |
|                         | Partido Socialista             | 1 955 | 36,85 / 100,00  | 5,33 |
|                         | Coligação Democrática Unitária | 1 925 | 36,29 / 100,00  | 1,52 |
|                         | Portugal à Frente              | 597   | 11,25 / 100,00  | 6,83 |
|                         | Bloco de Esquerda              | 416   | 7,84 / 100,00   | 2,62 |
|                         | PCTP/MRPP                      | 148   | 2,79 / 100,00   | 0,21 |
|                         | Outros                         | 144   | 2,71 / 100,00   |      |
| Votos Inválidos         | Votos Inválidos                | 120   | 2,26 / 100,00   | 0,55 |
| Total                   | Total                          | 5 305 | 100,00 / 100,00 |      |
| Eleitorado/Participação | Eleitorado/Participação        | 8 506 | 62,37 / 100,00  | 3,28 |

| Freguesia                  | %     | %     | %     | %    | %    | Votantes |
| Freguesia                  | PS    | CDU   | PÀF   | BE   | PCTP | Votantes |
| -------------------------- | ----- | ----- | ----- | ---- | ---- | -------- |
| Aljustrel e Rio de Moinhos | 35,45 | 38,27 | 10,39 | 8,54 | 2,43 | 3 292    |
| Ervidel                    | 29,42 | 43,14 | 13,90 | 5,60 | 4,15 | 554      |
| Messejana                  | 39,42 | 34,62 | 8,27  | 8,46 | 3,08 | 520      |
| São João de Negrilhos      | 44,73 | 26,20 | 14,38 | 6,39 | 3,09 | 939      |
| Aljustrel                  | 36,85 | 36,29 | 11,25 | 7,84 | 2,79 | 5 305    |

### Almodôvar
| Partido                 | Partido                        | Votos | %               | +/-   |
| ----------------------- | ------------------------------ | ----- | --------------- | ----- |
|                         | Partido Socialista             | 1 567 | 40,89 / 100,00  | 8,25  |
|                         | Portugal à Frente              | 1 078 | 28,13 / 100,00  | 15,70 |
|                         | Coligação Democrática Unitária | 447   | 11,66 / 100,00  | 1,90  |
|                         | Bloco de Esquerda              | 385   | 10,05 / 100,00  | 4,97  |
|                         | PCTP/MRPP                      | 113   | 2,95 / 100,00   | 0,19  |
|                         | Outros                         | 136   | 3,55 / 100,00   |       |
| Votos Inválidos         | Votos Inválidos                | 106   | 2,77 / 100,00   | 0,71  |
| Total                   | Total                          | 3 832 | 100,00 / 100,00 |       |
| Eleitorado/Participação | Eleitorado/Participação        | 6 633 | 57,77 / 100,00  | 4,25  |

| Freguesia                        | %     | %     | %     | %     | %    | Votantes |
| Freguesia                        | PS    | PÀF   | CDU   | BE    | PCTP | Votantes |
| -------------------------------- | ----- | ----- | ----- | ----- | ---- | -------- |
| Aldeia dos Fernandes             | 47,50 | 21,25 | 14,69 | 9,38  | 2,19 | 320      |
| Almodôvar                        | 40,14 | 27,96 | 11,40 | 11,25 | 2,39 | 2 053    |
| Rosário                          | 35,76 | 26,90 | 18,04 | 10,44 | 3,80 | 316      |
| Santa Clara-a-Nova e Gomes Aires | 41,40 | 27,91 | 10,35 | 8,50  | 4,07 | 541      |
| Santa Cruz                       | 43,31 | 29,36 | 11,63 | 7,56  | 4,36 | 344      |
| São Barnabé                      | 40,70 | 38,37 | 5,04  | 7,36  | 3,10 | 258      |
| Almodôvar                        | 40,89 | 28,13 | 11,66 | 10,05 | 2,95 | 3 832    |

### Alvito
| Partido                 | Partido                        | Votos | %               | +/-   |
| ----------------------- | ------------------------------ | ----- | --------------- | ----- |
|                         | Partido Socialista             | 431   | 37,09 / 100,00  | 7,97  |
|                         | Portugal à Frente              | 267   | 22,98 / 100,00  | 14,11 |
|                         | Coligação Democrática Unitária | 259   | 22,29 / 100,00  | 0,12  |
|                         | Bloco de Esquerda              | 100   | 8,61 / 100,00   | 5,98  |
|                         | PCTP/MRPP                      | 28    | 2,41 / 100,00   | 0,05  |
|                         | Outros                         | 33    | 2,84 / 100,00   |       |
| Votos Inválidos         | Votos Inválidos                | 44    | 3,79 / 100,00   | 0,23  |
| Total                   | Total                          | 1 162 | 100,00 / 100,00 |       |
| Eleitorado/Participação | Eleitorado/Participação        | 1 938 | 59,96 / 100,00  | 2,94  |

| Freguesia            | %     | %     | %     | %     | %    | Votantes |
| Freguesia            | PS    | PÀF   | CDU   | BE    | PCTP | Votantes |
| -------------------- | ----- | ----- | ----- | ----- | ---- | -------- |
| Alvito               | 30,12 | 26,40 | 25,21 | 10,32 | 1,86 | 591      |
| Vila Nova da Baronia | 44,31 | 19,44 | 19,26 | 6,83  | 2,98 | 571      |
| Alvito               | 37,09 | 22,98 | 22,29 | 8,61  | 2,41 | 1 162    |

### Barrancos
| Partido                 | Partido                        | Votos | %               | +/-   |
| ----------------------- | ------------------------------ | ----- | --------------- | ----- |
|                         | Partido Socialista             | 291   | 37,94 / 100,00  | 10,07 |
|                         | Portugal à Frente              | 165   | 21,51 / 100,00  | 14,82 |
|                         | Coligação Democrática Unitária | 161   | 20,99 / 100,00  | 0,25  |
|                         | Bloco de Esquerda              | 53    | 6,91 / 100,00   | 4,14  |
|                         | PCTP/MRPP                      | 36    | 4,69 / 100,00   | 1,39  |
|                         | Outros                         | 16    | 2,08 / 100,00   |       |
| Votos Inválidos         | Votos Inválidos                | 45    | 5,87 / 100,00   | 0,47  |
| Total                   | Total                          | 767   | 100,00 / 100,00 |       |
| Eleitorado/Participação | Eleitorado/Participação        | 1 389 | 55,22 / 100,00  | 5,15  |

| Freguesia | %     | %     | %     | %    | %    | Votantes |
| Freguesia | PS    | PÀF   | CDU   | BE   | PCTP | Votantes |
| --------- | ----- | ----- | ----- | ---- | ---- | -------- |
| Barrancos | 37,94 | 21,51 | 20,99 | 6,91 | 4,69 | 767      |
| Barrancos | 37,94 | 21,51 | 20,99 | 6,91 | 4,69 | 767      |

### Beja
| Partido                 | Partido                        | Votos  | %               | +/-   |
| ----------------------- | ------------------------------ | ------ | --------------- | ----- |
|                         | Partido Socialista             | 6 532  | 36,77 / 100,00  | 9,12  |
|                         | Coligação Democrática Unitária | 4 168  | 23,46 / 100,00  | 0,88  |
|                         | Portugal à Frente              | 3 914  | 22,03 / 100,00  | 13,36 |
|                         | Bloco de Esquerda              | 1 623  | 9,14 / 100,00   | 3,42  |
|                         | PCTP/MRPP                      | 345    | 1,94 / 100,00   | 0,06  |
|                         | Outros                         | 635    | 3,57 / 100,00   |       |
| Votos Inválidos         | Votos Inválidos                | 548    | 3,09 / 100,00   | 0,03  |
| Total                   | Total                          | 17 765 | 100,00 / 100,00 |       |
| Eleitorado/Participação | Eleitorado/Participação        | 29 907 | 59,40 / 100,00  | 3,01  |

| Freguesia                                | %     | %     | %     | %     | %    | Votantes |
| Freguesia                                | PS    | CDU   | PÀF   | BE    | PCTP | Votantes |
| ---------------------------------------- | ----- | ----- | ----- | ----- | ---- | -------- |
| Albernoa e Trindade                      | 39,69 | 33,33 | 13,68 | 5,39  | 2,50 | 519      |
| Baleizão                                 | 17,79 | 51,84 | 10,63 | 14,53 | 1,52 | 461      |
| Beja (Salvador e Santa Maria da Feira)   | 36,58 | 19,57 | 23,77 | 10,53 | 1,43 | 5 024    |
| Beja (Santiago Maior e São João Batista) | 35,55 | 18,56 | 27,79 | 9,36  | 1,50 | 7 262    |
| Beringel                                 | 43,54 | 23,35 | 21,15 | 4,67  | 2,47 | 728      |
| Cabeça Gorda                             | 44,09 | 35,05 | 8,34  | 5,56  | 2,78 | 719      |
| Nossa Senhora das Neves                  | 38,95 | 29,94 | 12,87 | 9,71  | 3,51 | 855      |
| Salvada e Quintos                        | 31,69 | 43,60 | 12,50 | 4,80  | 2,76 | 688      |
| Santa Clara de Louredo                   | 39,77 | 36,32 | 6,67  | 11,49 | 2,99 | 435      |
| Santa Vitória e Mombeja                  | 37,15 | 35,38 | 12,06 | 5,73  | 5,53 | 506      |
| São Matias                               | 43,88 | 17,63 | 20,50 | 11,87 | 2,88 | 278      |
| Trigaches e São Brissos                  | 53,79 | 21,03 | 8,62  | 5,86  | 2,76 | 290      |
| Beja                                     | 36,77 | 23,46 | 22,03 | 9,14  | 1,94 | 17 765   |

### Castro Verde
| Partido                 | Partido                        | Votos | %               | +/-  |
| ----------------------- | ------------------------------ | ----- | --------------- | ---- |
|                         | Partido Socialista             | 1 260 | 34,12 / 100,00  | 4,19 |
|                         | Coligação Democrática Unitária | 1 054 | 28,54 / 100,00  | 0,34 |
|                         | Portugal à Frente              | 628   | 17,01 / 100,00  | 7,89 |
|                         | Bloco de Esquerda              | 414   | 11,21 / 100,00  | 2,79 |
|                         | PCTP/MRPP                      | 91    | 2,46 / 100,00   | 0,03 |
|                         | Outros                         | 127   | 3,44 / 100,00   |      |
| Votos Inválidos         | Votos Inválidos                | 119   | 3,22 / 100,00   | 0,56 |
| Total                   | Total                          | 3 693 | 100,00 / 100,00 |      |
| Eleitorado/Participação | Eleitorado/Participação        | 6 434 | 57,40 / 100,00  | 3,33 |

| Freguesia                | %     | %     | %     | %     | %    | Votantes |
| Freguesia                | PS    | CDU   | PÀF   | BE    | PCTP | Votantes |
| ------------------------ | ----- | ----- | ----- | ----- | ---- | -------- |
| Castro Verde e Casével   | 34,33 | 26,08 | 18,86 | 11,86 | 2,09 | 2 630    |
| Entradas                 | 28,84 | 38,27 | 15,09 | 7,55  | 2,96 | 371      |
| Santa Bárbara de Padrões | 38,48 | 30,27 | 9,77  | 11,72 | 3,32 | 512      |
| São Marcos da Ataboeira  | 29,44 | 39,44 | 14,44 | 7,78  | 4,44 | 180      |
| Castro Verde             | 34,12 | 28,54 | 17,01 | 11,21 | 2,46 | 3 693    |

### Cuba
| Partido                 | Partido                        | Votos | %               | +/-   |
| ----------------------- | ------------------------------ | ----- | --------------- | ----- |
|                         | Partido Socialista             | 906   | 38,37 / 100,00  | 7,97  |
|                         | Coligação Democrática Unitária | 762   | 32,27 / 100,00  | 0,40  |
|                         | Portugal à Frente              | 382   | 16,18 / 100,00  | 10,01 |
|                         | Bloco de Esquerda              | 109   | 4,62 / 100,00   | 1,36  |
|                         | PCTP/MRPP                      | 67    | 2,84 / 100,00   | 0,82  |
|                         | Outros                         | 67    | 2,82 / 100,00   |       |
| Votos Inválidos         | Votos Inválidos                | 68    | 2,88 / 100,00   | 0,47  |
| Total                   | Total                          | 2 361 | 100,00 / 100,00 |       |
| Eleitorado/Participação | Eleitorado/Participação        | 3 873 | 60,96 / 100,00  | 1,98  |

| Freguesia        | %     | %     | %     | %    | %    | Votantes |
| Freguesia        | PS    | CDU   | PÀF   | BE   | PCTP | Votantes |
| ---------------- | ----- | ----- | ----- | ---- | ---- | -------- |
| Cuba             | 38,17 | 31,83 | 17,63 | 4,50 | 2,41 | 1 577    |
| Faro do Alentejo | 42,20 | 35,46 | 11,70 | 1,77 | 4,61 | 282      |
| Vila Alva        | 41,63 | 24,49 | 16,73 | 6,53 | 2,86 | 245      |
| Vila Ruiva       | 32,30 | 38,91 | 11,67 | 6,61 | 3,50 | 257      |
| Cuba             | 38,37 | 32,27 | 16,18 | 4,62 | 2,84 | 2 361    |

### Ferreira do Alentejo
| Partido                 | Partido                        | Votos | %               | +/-   |
| ----------------------- | ------------------------------ | ----- | --------------- | ----- |
|                         | Partido Socialista             | 1 698 | 41,32 / 100,00  | 6,08  |
|                         | Coligação Democrática Unitária | 978   | 23,80 / 100,00  | 1,63  |
|                         | Portugal à Frente              | 718   | 17,47 / 100,00  | 10,03 |
|                         | Bloco de Esquerda              | 330   | 8,03 / 100,00   | 3,28  |
|                         | PCTP/MRPP                      | 143   | 3,48 / 100,00   | 0,84  |
|                         | Outros                         | 133   | 3,24 / 100,00   |       |
| Votos Inválidos         | Votos Inválidos                | 109   | 2,65 / 100,00   | 0,10  |
| Total                   | Total                          | 4 109 | 100,00 / 100,00 |       |
| Eleitorado/Participação | Eleitorado/Participação        | 6 983 | 58,84 / 100,00  | 0,53  |

| Freguesia               | %     | %     | %     | %    | %    | Votantes |
| Freguesia               | PS    | CDU   | PÀF   | BE   | PCTP | Votantes |
| ----------------------- | ----- | ----- | ----- | ---- | ---- | -------- |
| Alfundão e Peroguarda   | 49,92 | 18,34 | 14,94 | 6,96 | 3,23 | 589      |
| Ferreira do Alentejo    | 37,18 | 24,45 | 19,53 | 9,64 | 3,05 | 2 458    |
| Figueira dos Cavaleiros | 43,44 | 28,41 | 12,87 | 5,35 | 5,10 | 785      |
| Odivelas                | 53,79 | 16,61 | 17,69 | 3,61 | 3,25 | 277      |
| Ferreira do Alentejo    | 41,32 | 23,80 | 17,47 | 8,03 | 3,48 | 4 109    |

### Mértola
| Partido                 | Partido                        | Votos | %               | +/-  |
| ----------------------- | ------------------------------ | ----- | --------------- | ---- |
|                         | Partido Socialista             | 1 499 | 37,75 / 100,00  | 5,17 |
|                         | Coligação Democrática Unitária | 1 175 | 29,59 / 100,00  | 1,17 |
|                         | Portugal à Frente              | 626   | 15,76 / 100,00  | 6,31 |
|                         | Bloco de Esquerda              | 257   | 6,47 / 100,00   | 2,60 |
|                         | PCTP/MRPP                      | 118   | 2,97 / 100,00   | 0,49 |
|                         | Outros                         | 145   | 3,65 / 100,00   |      |
| Votos Inválidos         | Votos Inválidos                | 151   | 3,80 / 100,00   | 0,82 |
| Total                   | Total                          | 3 971 | 100,00 / 100,00 |      |
| Eleitorado/Participação | Eleitorado/Participação        | 6 513 | 60,97 / 100,00  | 5,62 |

| Freguesia                 | %     | %     | %     | %    | %    | Votantes |
| Freguesia                 | PS    | CDU   | PÀF   | BE   | PCTP | Votantes |
| ------------------------- | ----- | ----- | ----- | ---- | ---- | -------- |
| Alcaria Ruiva             | 34,00 | 35,24 | 18,86 | 3,97 | 2,23 | 403      |
| Corte do Pinto            | 37,90 | 28,31 | 12,10 | 8,45 | 4,79 | 438      |
| Espírito Santo            | 40,76 | 22,28 | 18,48 | 3,80 | 5,98 | 184      |
| Mértola                   | 38,45 | 28,73 | 14,28 | 8,58 | 2,16 | 1 667    |
| São Miguel do Pinheiro    | 39,35 | 27,80 | 18,59 | 4,87 | 4,15 | 554      |
| Santana de Cambas         | 40,74 | 26,91 | 19,51 | 4,44 | 2,96 | 405      |
| São João dos Caldeireiros | 30,31 | 39,38 | 13,44 | 2,81 | 1,88 | 320      |
| Mértola                   | 37,75 | 29,59 | 15,76 | 6,47 | 2,97 | 3 971    |

### Moura
| Partido                 | Partido                        | Votos  | %               | +/-  |
| ----------------------- | ------------------------------ | ------ | --------------- | ---- |
|                         | Partido Socialista             | 2 401  | 38,86 / 100,00  | 3,31 |
|                         | Coligação Democrática Unitária | 1 548  | 25,05 / 100,00  | 1,35 |
|                         | Portugal à Frente              | 1 315  | 21,28 / 100,00  | 7,93 |
|                         | Bloco de Esquerda              | 399    | 6,46 / 100,00   | 3,09 |
|                         | PCTP/MRPP                      | 185    | 2,99 / 100,00   | 0,17 |
|                         | Outros                         | 180    | 2,92 / 100,00   |      |
| Votos Inválidos         | Votos Inválidos                | 151    | 2,44 / 100,00   | 1,28 |
| Total                   | Total                          | 6 179  | 100,00 / 100,00 |      |
| Eleitorado/Participação | Eleitorado/Participação        | 13 004 | 47,52 / 100,00  | 1,69 |

| Freguesia                                         | %     | %     | %     | %    | %    | Votantes |
| Freguesia                                         | PS    | CDU   | PÀF   | BE   | PCTP | Votantes |
| ------------------------------------------------- | ----- | ----- | ----- | ---- | ---- | -------- |
| Amareleja                                         | 29,66 | 36,55 | 16,16 | 6,11 | 5,71 | 1 015    |
| Póvoa de São Miguel                               | 43,61 | 8,10  | 37,07 | 2,80 | 3,12 | 321      |
| Safara e Santo Aleixo da Restauração              | 44,02 | 26,21 | 16,41 | 4,83 | 3,31 | 786      |
| Santo Agostinho e São João Batista e Santo Amador | 39,91 | 22,14 | 23,16 | 7,48 | 2,09 | 3 596    |
| Sobral da Adiça                                   | 38,83 | 32,32 | 15,18 | 4,56 | 3,47 | 461      |
| Moura                                             | 38,86 | 25,05 | 21,28 | 6,46 | 2,99 | 6 179    |

### Odemira
| Partido                 | Partido                        | Votos  | %               | +/-   |
| ----------------------- | ------------------------------ | ------ | --------------- | ----- |
|                         | Partido Socialista             | 4 582  | 37,57 / 100,00  | 10,14 |
|                         | Portugal à Frente              | 2 556  | 20,96 / 100,00  | 12,55 |
|                         | Coligação Democrática Unitária | 2 298  | 18,84 / 100,00  | 0,99  |
|                         | Bloco de Esquerda              | 1 212  | 9,94 / 100,00   | 2,85  |
|                         | PCTP/MRPP                      | 364    | 2,98 / 100,00   | 0,36  |
|                         | Pessoas–Animais–Natureza       | 153    | 1,25 / 100,00   | 0,11  |
|                         | Outros                         | 548    | 4,49 / 100,00   |       |
| Votos Inválidos         | Votos Inválidos                | 483    | 3,96 / 100,00   | 0,62  |
| Total                   | Total                          | 12 196 | 100,00 / 100,00 |       |
| Eleitorado/Participação | Eleitorado/Participação        | 20 612 | 59,17 / 100,00  | 0,71  |

| Freguesia                  | %     | %     | %     | %     | %    | %    | Votantes |
| Freguesia                  | PS    | PÀF   | CDU   | BE    | PCTP | PAN  | Votantes |
| -------------------------- | ----- | ----- | ----- | ----- | ---- | ---- | -------- |
| Boavista dos Pinheiros     | 43,28 | 12,84 | 20,33 | 12,37 | 3,09 | 0,83 | 841      |
| Colos                      | 37,64 | 20,97 | 19,29 | 9,36  | 3,75 | 0,19 | 534      |
| Longueira / Almograve      | 36,12 | 34,11 | 9,03  | 7,86  | 2,68 | 1,34 | 598      |
| Luzianes-Gare              | 32,31 | 11,28 | 38,97 | 3,59  | 5,64 | 0,51 | 195      |
| Relíquias                  | 41,51 | 13,76 | 25,92 | 9,86  | 3,21 | 1,61 | 436      |
| Saboia                     | 45,45 | 20,08 | 11,36 | 9,47  | 2,46 | 0,57 | 528      |
| Santa Clara-a-Velha        | 42,57 | 22,84 | 16,41 | 5,54  | 2,88 | 0,44 | 451      |
| São Luís                   | 33,99 | 21,63 | 25,64 | 7,93  | 1,75 | 0,93 | 971      |
| São Martinho das Amoreiras | 50,29 | 20,31 | 11,80 | 4,64  | 3,68 | 1,35 | 517      |
| São Salvador e Santa Maria | 35,90 | 21,25 | 24,36 | 9,58  | 2,20 | 0,73 | 1 638    |
| São Teotónio               | 39,54 | 17,84 | 16,40 | 10,60 | 3,98 | 1,72 | 2 792    |
| Vale de Santiago           | 30,65 | 19,53 | 28,32 | 7,71  | 4,48 | 1,61 | 558      |
| Vila Nova de Milfontes     | 31,45 | 26,72 | 15,07 | 13,52 | 2,01 | 1,82 | 2 137    |
| Odemira                    | 37,57 | 20,96 | 18,84 | 9,94  | 2,98 | 1,25 | 12 196   |

### Ourique
| Partido                 | Partido                        | Votos | %               | +/-   |
| ----------------------- | ------------------------------ | ----- | --------------- | ----- |
|                         | Partido Socialista             | 1 141 | 39,85 / 100,00  | 11,23 |
|                         | Portugal à Frente              | 884   | 30,88 / 100,00  | 15,54 |
|                         | Coligação Democrática Unitária | 418   | 14,60 / 100,00  | 0,75  |
|                         | Bloco de Esquerda              | 147   | 5,13 / 100,00   | 2,31  |
|                         | PCTP/MRPP                      | 45    | 1,57 / 100,00   | 0,47  |
|                         | Outros                         | 105   | 3,64 / 100,00   |       |
| Votos Inválidos         | Votos Inválidos                | 123   | 4,30 / 100,00   | 0,63  |
| Total                   | Total                          | 2 863 | 100,00 / 100,00 |       |
| Eleitorado/Participação | Eleitorado/Participação        | 4 595 | 62,31 / 100,00  | 3,16  |

| Freguesia            | %     | %     | %     | %    | %    | Votantes |
| Freguesia            | PS    | PÀF   | CDU   | BE   | PCTP | Votantes |
| -------------------- | ----- | ----- | ----- | ---- | ---- | -------- |
| Garvão e Santa Luzia | 35,65 | 27,48 | 21,91 | 5,57 | 1,74 | 575      |
| Ourique              | 41,03 | 31,03 | 12,95 | 4,52 | 1,71 | 1 460    |
| Panoias e Conceição  | 44,92 | 22,34 | 20,81 | 5,84 | 1,52 | 394      |
| Santana da Serra     | 36,87 | 42,63 | 4,84  | 5,99 | 0,92 | 434      |
| Ourique              | 39,85 | 30,88 | 14,60 | 5,13 | 1,57 | 2 863    |

### Serpa
| Partido                 | Partido                        | Votos  | %               | +/-  |
| ----------------------- | ------------------------------ | ------ | --------------- | ---- |
|                         | Coligação Democrática Unitária | 2 649  | 35,44 / 100,00  | 1,82 |
|                         | Partido Socialista             | 2 371  | 31,72 / 100,00  | 5,16 |
|                         | Portugal à Frente              | 1 368  | 18,30 / 100,00  | 6,14 |
|                         | Bloco de Esquerda              | 461    | 6,17 / 100,00   | 2,23 |
|                         | PCTP/MRPP                      | 185    | 2,47 / 100,00   | 0,14 |
|                         | Outros                         | 224    | 2,98 / 100,00   |      |
| Votos Inválidos         | Votos Inválidos                | 217    | 2,90 / 100,00   | 0,55 |
| Total                   | Total                          | 7 475  | 100,00 / 100,00 |      |
| Eleitorado/Participação | Eleitorado/Participação        | 13 613 | 54,91 / 100,00  | 2,97 |

| Freguesia                              | %     | %     | %     | %    | %    | Votantes |
| Freguesia                              | CDU   | PS    | PÀF   | BE   | PCTP | Votantes |
| -------------------------------------- | ----- | ----- | ----- | ---- | ---- | -------- |
| Brinches                               | 33,55 | 39,28 | 12,53 | 5,31 | 5,52 | 471      |
| Pias                                   | 60,29 | 19,21 | 9,39  | 4,26 | 1,66 | 1 385    |
| Serpa (Salvador e Santa Maria)         | 18,95 | 38,31 | 25,09 | 8,83 | 2,11 | 2 934    |
| Vila Nova de São Bento e Vale de Vargo | 44,29 | 24,43 | 17,10 | 4,94 | 3,08 | 1 883    |
| Vila Verde de Ficalho                  | 33,17 | 41,90 | 15,09 | 3,12 | 2,00 | 802      |
| Serpa                                  | 35,44 | 31,72 | 18,30 | 6,17 | 2,47 | 7 475    |

### Vidigueira
| Partido                 | Partido                        | Votos | %               | +/-   |
| ----------------------- | ------------------------------ | ----- | --------------- | ----- |
|                         | Partido Socialista             | 1 141 | 40,65 / 100,00  | 9,92  |
|                         | Coligação Democrática Unitária | 750   | 26,72 / 100,00  | 2,26  |
|                         | Portugal à Frente              | 482   | 17,17 / 100,00  | 12,78 |
|                         | Bloco de Esquerda              | 199   | 7,09 / 100,00   | 1,81  |
|                         | PCTP/MRPP                      | 77    | 2,74 / 100,00   | 0,56  |
|                         | Outros                         | 80    | 2,86 / 100,00   |       |
| Votos Inválidos         | Votos Inválidos                | 78    | 2,78 / 100,00   | 1,22  |
| Total                   | Total                          | 2 807 | 100,00 / 100,00 |       |
| Eleitorado/Participação | Eleitorado/Participação        | 4 926 | 56,98 / 100,00  | 3,17  |

| Freguesia      | %     | %     | %     | %     | %    | Votantes |
| Freguesia      | PS    | CDU   | PÀF   | BE    | PCTP | Votantes |
| -------------- | ----- | ----- | ----- | ----- | ---- | -------- |
| Pedrógão       | 34,19 | 44,42 | 8,23  | 4,57  | 4,39 | 547      |
| Selmes         | 47,62 | 25,95 | 9,29  | 10,48 | 2,86 | 420      |
| Vidigueira     | 41,43 | 19,13 | 24,30 | 6,94  | 2,07 | 1 354    |
| Vila de Frades | 39,71 | 28,60 | 14,20 | 7,41  | 2,67 | 486      |
| Vidigueira     | 40,65 | 26,72 | 17,17 | 7,09  | 2,74 | 2 807    |